# شهرستان روآن (کارولینای شمالی)
شهرستان روآن، کارولینای شمالی (به انگلیسی: Rowan County, North Carolina) یک سکونتگاه مسکونی در ایالات متحده آمریکا است که در کارولینای شمالی واقع شده‌است.

## خصوصیات
شهرستان روآن ۱٬۳۵۷٫۱۶ کیلومترمربع مساحت دارد.